# Младен Петрич
Младен Петрич (на хърватски: Mladen Petrić) е роден в Босна и Херцеговина хърватски футболист, който играе като нападател за английския „Фулъм“ във Висшата лига. Петрич е също част от националния отбор на Хърватска.
При дебюта си във Висшата лига Младен Петрич отбелязва 2 гола при победата на „Фулъм“ над „Норич Сити“. Петрич се разписва съответно в 41-вата и 50-ата минута. В този мач Младен Петрич записва 68 минути, докато не е заменен от Уго Родалега.